# Pluie soudaine
Pour plus de détails, voir Fiche technique et Distribution.
Pluie soudaine (驟雨, Shūu) est un film japonais réalisé par Mikio Naruse, sorti en 1956.

## Synopsis
Ryōtarō et Fumiko sont mariés depuis quatre ans. Ils habitent dans un quartier résidentiel de Tokyo. L'ennui et l'irritation réciproques finissent par saper l'équilibre du couple. Fumiko reproche à son mari de lire le journal à table et de sortir sans elle. Une nièce, Ayako, se réfugie chez eux car, son mariage la déçoit : son mari est alcoolique et coureur et la laisse, elle aussi, constamment seule. Pourtant, le couple finit par se réconcilier, alors que Ryōtarō et Fumiko continuent de se disputer à propos d'un fait de quartier. Le lendemain, un ballon de papier envoyé dans leur jardin par des enfants, donne lieu à un échange de plus en plus ludique entre les deux époux. Le jeune couple voisin commente : « Ils se sont disputés toute la nuit, quel changement ! ».

## Fiche technique
- Titre : Pluie soudaine
- Titre original : 驟雨 (Shūu?)
- Réalisation : Mikio Naruse
- Scénario : Yōko Mizuki, d'après un roman de Kunio Kishida
- Photographie : Masao Tamai (ja)
- Montage : Eiji Ooi
- Décors : Satoru Chūko (ja)
- Musique : Ichirō Saitō
- Production : Sanezumi Fujimoto
- Société de production : Tōhō
- Pays de production :  Japon
- Langue originale : japonais
- Format : noir et blanc - 1,37:1 - 35 mm - son mono
- Genre : Comédie dramatique
- Durée : 90 minutes (métrage : neuf bobines - 2 471 m[1])
- Date de sortie :
  - Japon : 14 janvier 1956[1]

## Distribution
- Setsuko Hara : Fumiko
- Shūji Sano : Ryōtarō
- Kyōko Kagawa : Ayako

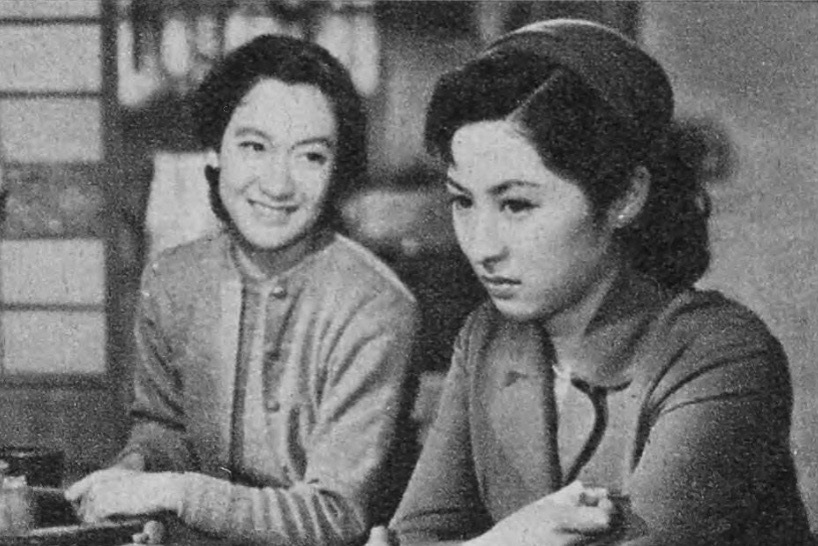
Scène du film avec Setsuko Hara et Kyōko Kagawa.

- Keiju Kobayashi : Nenkichi Imasato
- Akemi Negishi : Hinako
- Chieko Nakakita : Toki Kurobayashi
- Daisuke Katō : Kawakami
- Haruko Tōgō (ja) : Rin Ameyama